# Hernán el corsario
Hernán el Corsario est une série de bande dessinée de l'Argentin José Luis Salinas publiée de décembre 1936 à mars 1938 dans Patoruzú, hebdomadaire jeunesse alors très populaire, puis d'octobre 1945 à 1946 dans le mensuel Patoruzito
.
Cette série de pirate dessinée dans un style réaliste maîtrisé où Salinas multiplie « les cadrages audacieux
 » est considérée comme l'un des premiers chefs-d'œuvre de la bande dessinée argentine
.